# Victor Vervloet (kunstschilder)

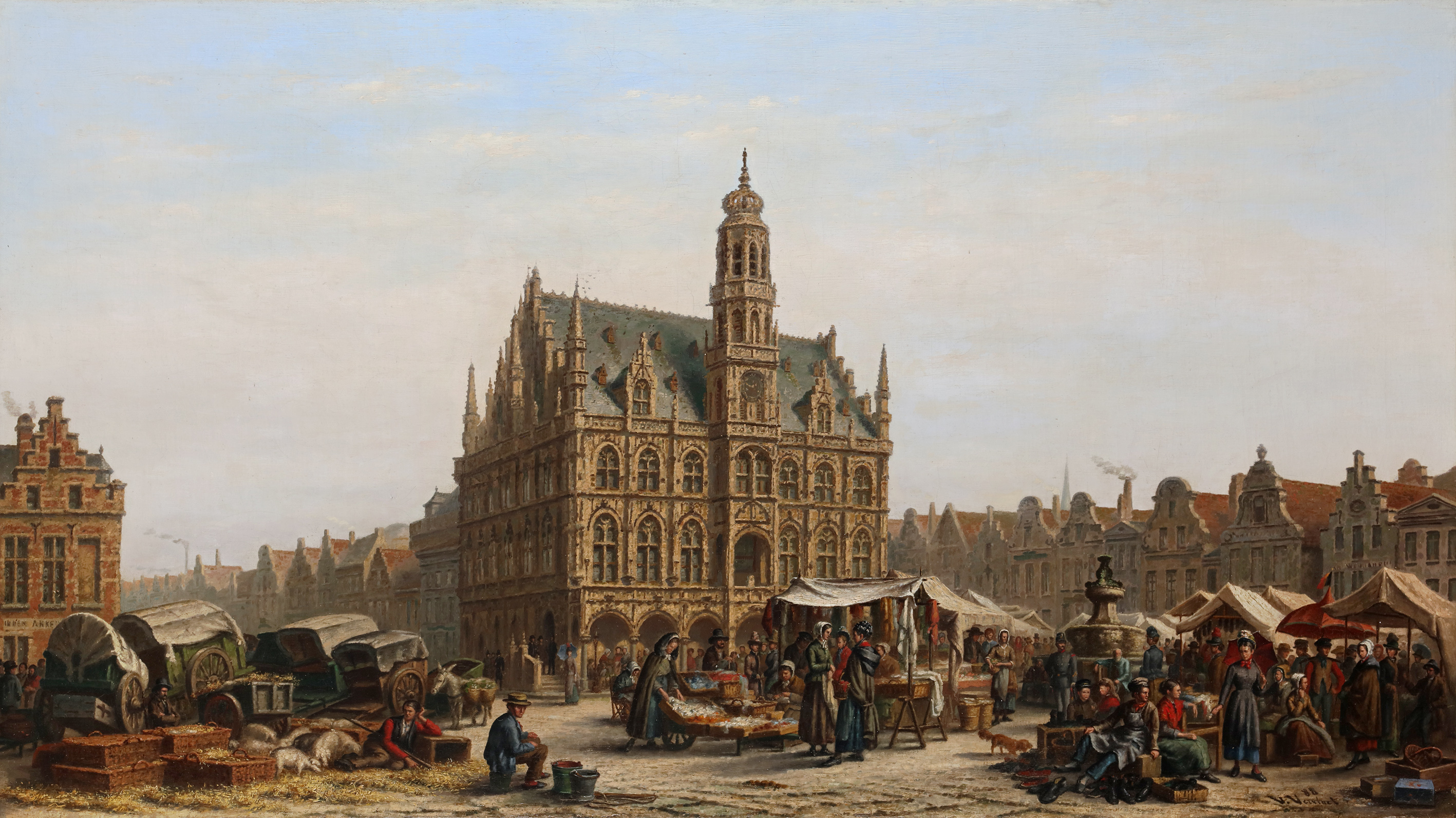
Het Stadhuis van Oudenaarde (Duitse collectie)

Victor Vervloet (Mechelen, 1829 - ? 1904) was een Belgisch kunstschilder, een leerling van Pieter-Frans De Noter en leraar aan de Koninklijke Academie voor Beeldende Kunsten van Mechelen.
Een aantal van zijn werken werd tentoongesteld in de Hanswijkbasiliek te Mechelen in 2021 met de naam Relatiegeschenken aan de Hemel.